# 韩国—马来西亚关系
韩国－马来西亚关系，亦称马来西亚－韩国关系，指韩国与马来西亚两国之间的双边关系。目前两国为“战略伙伴关系”。

## 历史
韩国与马来亚联合邦于1960年2月23日建交。1962年5月，韩国在马来亚首都吉隆坡设立驻马大使馆。1964年4月，马来西亚在韩国首都首尔开设驻韩大使馆。1966年2月7日，韩国总统朴正熙出访马来西亚，受到马来西亚最高元首端姑依斯迈·纳西鲁丁沙和马来西亚首相东姑阿都拉曼的接见。
1993年5月23日，马来西亚首相马哈迪飞往韩国展开三天访问，出席于5月24日在汉城（今首尔）举行的“太平洋盆地经济理事会”首脑论坛，并在大会上与时任韩国总统金泳三握手为礼。在三天访问期间，马哈迪也与韩国企业家对话，以争取他们到马来西亚投资。
2002年5月22日，马来西亚首相马哈迪再次访韩。
2010年12月9日至10日，韩国总统李明博在两国建交五十周年之际对马来西亚进行为期两天的访问。
2019年3月13日，时任韩国总统文在寅到访马来西亚，在布城首相署与马来西亚首相马哈迪·莫哈末会面，出席联合记者会，这是文在寅担任总统后首次对马来西亚进行访问，马哈迪赞扬韩国汽车工业出色并希望两国可多个领域合作。同年11月，马哈迪再度韩国。期间，奉行“向东政策”的马来西亚与奉行“新向南政策”的韩国决定在2020年建交60周年时将双边关系提升为战略伙伴关系。

## 经贸关系

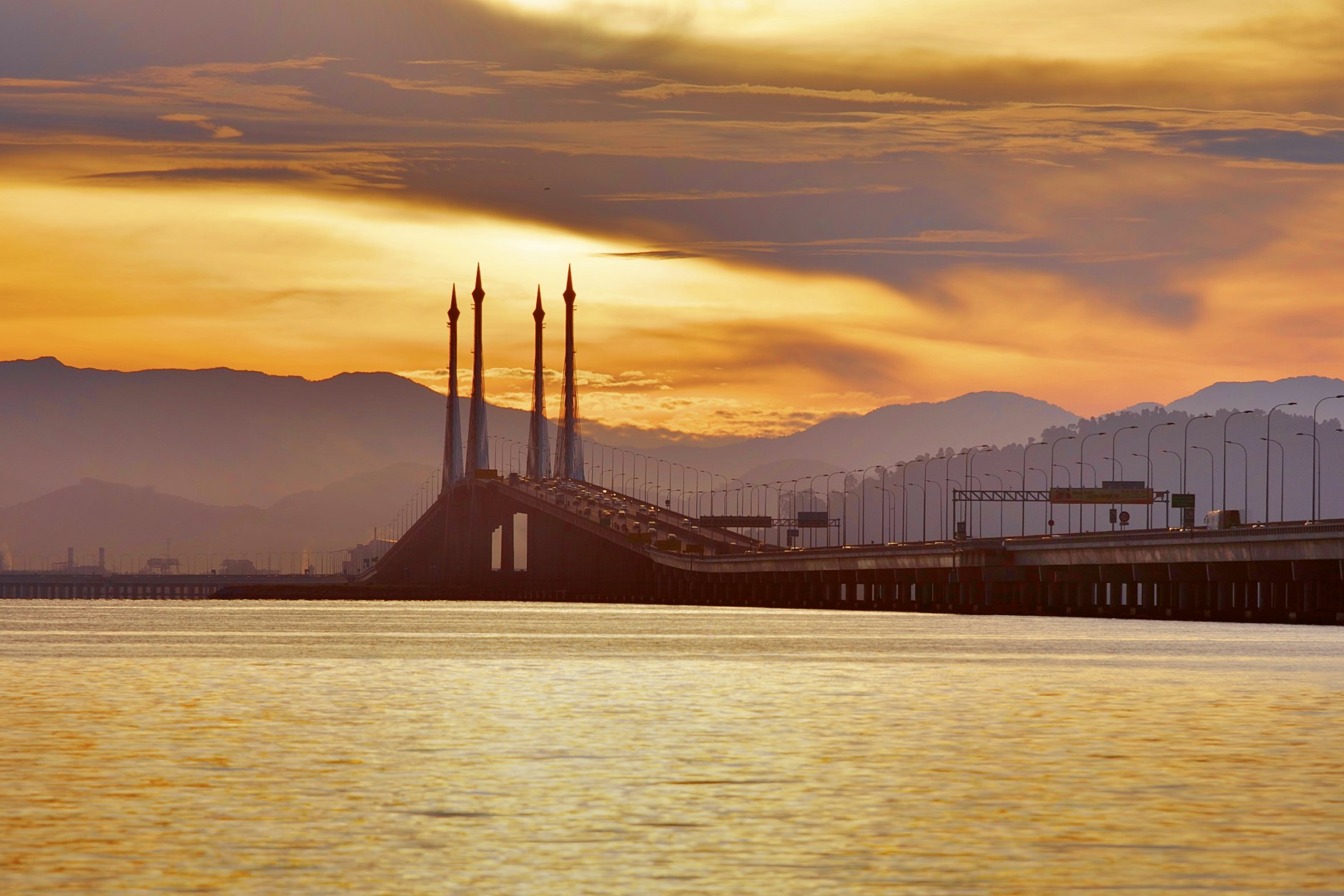
韩国现代集团建造的马来西亚槟威大桥

1980年以来，韩国成为马来西亚的主要投资国。1996年，韩国在马获批的直接投资项目达到235个，金额达到46亿马来西亚令吉，涵盖电子、木制品、橡胶、化学等制造领域。2001年2月，一家马来西亚科技公司与韩国首尔的五家安全技术公司和解决方案提供商签署了谅解备忘录。2004年至2008年间，两国双边贸易额由97亿美元增长到154亿美元。2015年，马来西亚成为韩国第12大贸易伙伴。
2019年11月，马来西亚首相马哈迪·莫哈末访问韩国期间与韩国总统文在寅就自由贸易协定（FTA）达成共识。